# UEFA Europa League 2013-2014 (fase a gironi)
Questa voce raccoglie un approfondimento sulle gare della fase a gironi dell'edizione 2013-2014 della UEFA Europa League.

## Sorteggio
| Gruppo | 1ª Fascia       | 2ª Fascia       | 3ª Fascia             | 4ª Fascia         |
| ------ | --------------- | --------------- | --------------------- | ----------------- |
| A      | Valencia        | Swansea City    | Kuban'                | San Gallo         |
| B      | PSV             | Dinamo Zagabria | Čornomorec'           | Ludogorec         |
| C      | Standard Liegi  | Salisburgo      | Elfsborg              | Esbjerg           |
| D      | Rubin           | Wigan           | Maribor               | Zulte Waregem     |
| E      | Fiorentina      | Dnipro          | Paços Ferreira        | Pandurii          |
| F      | Bordeaux        | APOEL           | Eintracht Francoforte | Maccabi Tel Aviv  |
| G      | Dinamo Kiev     | Genk            | Rapid Vienna          | Thun              |
| H      | Siviglia        | Friburgo        | Estoril Praia         | Slovan Liberec    |
| I      | Olympique Lione | Real Betis      | Vitória Guimarães     | Rijeka            |
| J      | Lazio           | Trabzonspor     | Legia Varsavia        | Apollōn Limassol  |
| K      | Tottenham       | Anži            | Sheriff Tiraspol      | Tromsø            |
| L      | AZ Alkmaar      | PAOK            | Maccabi Haifa         | Shahter Qaraǵandy |

## Gruppo A
| Squadra      | P.ti | G | V | P | S | GF | GS | DG |
| ------------ | ---- | - | - | - | - | -- | -- | -- |
| Valencia     | 13   | 6 | 4 | 1 | 1 | 12 | 7  | +5 |
| Swansea City | 8    | 6 | 2 | 2 | 2 | 6  | 4  | +2 |
| Kuban'       | 6    | 6 | 1 | 3 | 2 | 7  | 7  | 0  |
| San Gallo    | 6    | 6 | 2 | 0 | 4 | 6  | 13 | -7 |

### Prima giornata
| Arbitro: | Serge Gumienny |

|  |           |                                  |
|  | Marcatori | 14’ Bony 58’ Michu 62’ de Guzmán |

| Arbitro: | Paweł Gil |

|                          |           |  |
| Karanović 56’ Mathys 76’ | Marcatori |  |

### Seconda giornata
| Arbitro: | Marijo Strahonja |

|  |           |                          |
|  | Marcatori | 73’ Alcácer 81’ Feghouli |

| Arbitro: | Duarte Gomes |

|               |           |  |
| Routledge 52’ | Marcatori |  |

### Terza giornata
| Arbitro: | Kristinn Jakobsson |

|           |           |                    |
| Michu 68’ | Marcatori | 90+3’ (rig.) Cissé |

| Arbitro: | Pol van Boekel |

|                                                     |           |           |
| Alcácer 12’ Cartabia 21’, 30’ Costa 33’ Canales 71’ | Marcatori | 74’ Nater |

### Quarta giornata
| Arbitro: | Robert Schörgenhofer |

|             |           |         |
| Baldé 90+2’ | Marcatori | 9’ Bony |

| Arbitro: | Aleksei Kulbakov |

|                         |           |                             |
| Besle 37’ Karanović 66’ | Marcatori | 30’, 76’ Piatti 86’ Canales |

### Quinta giornata
| Arbitro: | Anastassios Kakos |

|                                           |           |  |
| Melgarejo 3’, 71’ Ignatyev 54’ Kaboré 90’ | Marcatori |  |

| Arbitro: | Luca Banti |

|  |           |            |
|  | Marcatori | 20’ Parejo |

### Sesta giornata
| Arbitro: | Miroslav Zelinka |

|             |           |               |
| Alcácer 67’ | Marcatori | 84’ Melgarejo |

| Arbitro: | Liran Liany |

|            |           |  |
| Mathys 80’ | Marcatori |  |

## Gruppo B
| Squadra         | P.ti | G | V | P | S | GF | GS | DG |
| --------------- | ---- | - | - | - | - | -- | -- | -- |
| Ludogorec       | 16   | 6 | 5 | 1 | 0 | 11 | 2  | +9 |
| Čornomorec'     | 10   | 6 | 3 | 1 | 2 | 6  | 6  | 0  |
| PSV             | 7    | 6 | 2 | 1 | 3 | 4  | 5  | -1 |
| Dinamo Zagabria | 1    | 6 | 0 | 1 | 5 | 3  | 11 | -8 |

### Prima giornata
| Arbitro: | Hüseyin Göçek |

|               |           |                        |
| Fernandes 43’ | Marcatori | 62’ Antonov 65’ Djédjé |

| Arbitro: | Ivan Kružliak |

|  |           |                         |
|  | Marcatori | 60’ Bezjak 74’ Misidjan |

### Seconda giornata
| Arbitro: | Stephan Studer |

|                                     |           |  |
| Quixadá 12’ Misidjan 34’ Dyakov 61’ | Marcatori |  |

| Arbitro: | Liran Liany |

|  |           |                         |
|  | Marcatori | 13’ Depay 88’ Jozefzoon |

### Terza giornata
| Arbitro: | Alexandru Tudor |

|  |           |               |
|  | Marcatori | 45’ Zlatinski |

| Zagabria 24 ottobre 2013, ore 21:05 UTC+2 | Dinamo Zagabria | 0 – 0 referto | PSV | Stadio Maksimir\| Arbitro: \| Paweł Gil \| |
| Arbitro:                                  | Paweł Gil       |               |     |                                            |

### Quarta giornata
| Arbitro: | Stefan Johannesson |

|             |           |         |
| Quixadá 47’ | Marcatori | 64’ Gai |

| Arbitro: | Cristian Balaj |

|                        |           |  |
| Maher 29’ Toivonen 57’ | Marcatori |  |

### Quinta giornata
| Arbitro: | Felix Zwayer |

|                         |           |             |
| Antonov 78’ Didenko 90’ | Marcatori | 20’ Bećiraj |

| Arbitro: | Nicola Rizzoli |

|                 |           |  |
| Bezjak 38’, 79’ | Marcatori |  |

### Sesta giornata
| Arbitro: | Vladislav Bezbodorov |

|         |           |                      |
| Čop 45’ | Marcatori | 28’ Abalo 72’ Bezjak |

| Arbitro: | Carlos Clos Gómez |

|  |           |            |
|  | Marcatori | 59’ Djedjé |

## Gruppo C
| Squadra        | P.ti | G | V | P | S | GF | GS | DG  |
| -------------- | ---- | - | - | - | - | -- | -- | --- |
| Salisburgo     | 18   | 6 | 6 | 0 | 0 | 15 | 3  | +12 |
| Esbjerg        | 12   | 6 | 4 | 0 | 2 | 8  | 8  | 0   |
| Elfsborg       | 4    | 6 | 1 | 1 | 4 | 5  | 10 | -5  |
| Standard Liegi | 1    | 6 | 0 | 1 | 5 | 6  | 13 | -7  |

### Prima giornata
| Arbitro: | Leontios Trattou |

|                                      |           |  |
| Alan 36’ Soriano 44’ (rig.) 69’, 79’ | Marcatori |  |

| Arbitro: | Gediminas Mažeika |

|                 |           |                             |
| Mujangi Bia 74’ | Marcatori | 63’ van Buren 90+5’ Bakenga |

### Seconda giornata
| Arbitro: | Jorge Sousa |

|           |           |              |
| Diouf 88’ | Marcatori | 6’, 38’ Alan |

| Arbitro: | Tony Chapron |

|              |           |                 |
| Claesson 23’ | Marcatori | 62’ Mujangi Bia |

### Terza giornata
| Arbitro: | Michael Oliver |

|             |           |                   |
| Jönsson 69’ | Marcatori | 7’, 67’ Andreasen |

| Arbitro: | Ivan Kružliak |

|                         |           |                        |
| Soriano 53’ Ramalho 85’ | Marcatori | 88’ (rig.) Mujangi Bia |

### Quarta giornata
| Arbitro: | Serhiy Boyko |

|               |           |  |
| van Buren 71’ | Marcatori |  |

| Arbitro: | Aleksei Nikolaev |

|            |           |                                 |
| M'Poku 55’ | Marcatori | 42’ Švento 45+1’ Kampl 58’ Alan |

### Quinta giornata
| Arbitro: | Kristo Tohver |

|  |           |               |
|  | Marcatori | 39’ Meilinger |

| Arbitro: | Cristian Balaj |

|                    |           |                |
| van Buren 18’, 79’ | Marcatori | 53’ De Camargo |

### Sesta giornata
| Arbitro: | Bülent Yıldırım |

|                         |           |  |
| Mané 19’, 63’ Kampl 58’ | Marcatori |  |

| Arbitro: | Steven McLean |

|            |           |                               |
| Mbombo 31’ | Marcatori | 41’, 46’ Nilsson 52’ Beckmann |

## Gruppo D
| Squadra       | P.ti | G | V | P | S | GF | GS | DG  |
| ------------- | ---- | - | - | - | - | -- | -- | --- |
| Rubin         | 14   | 6 | 4 | 2 | 0 | 14 | 4  | +10 |
| Maribor       | 7    | 6 | 2 | 1 | 3 | 9  | 12 | -3  |
| Zulte Waregem | 7    | 6 | 2 | 1 | 3 | 4  | 10 | -6  |
| Wigan         | 5    | 6 | 1 | 2 | 3 | 6  | 7  | -1  |

### Prima giornata
| Bruges 19 settembre 2013, ore 19:00 UTC+2 | Zulte Waregem | 0 – 0 referto | Wigan | Stadio Jan Breydel\| Arbitro: \| Marcin Borski \| |
| Arbitro:                                  | Marcin Borski |               |       |                                                   |

| Arbitro: | Pol van Boekel |

|                     |           |                                                                   |
| Milec 35’ Fajić 73’ | Marcatori | 23’ Karadeniz 27’ Marcano 69’ Eremenko 90’ Rondón 90+3’ Rjazancev |

### Seconda giornata
| Arbitro: | Kristo Tohver |

|                                                          |           |  |
| Duplus 60’ (aut.) Eremenko 73’ Ryazantsev 81’ Natkho 89’ | Marcatori |  |

| Arbitro: | Aleksandar Stavrev |

|                              |           |             |
| Powell 22’, 90+1’ Watson 34’ | Marcatori | 60’ Tavares |

### Terza giornata
| Arbitro: | Florian Meyer |

|            |           |               |
| Powell 40’ | Marcatori | 15’ Prudnikov |

| Arbitro: | Stephan Studer |

|             |           |                                 |
| De Fauw 12’ | Marcatori | 21’ Črnic 34’ Mertelj 49’ Mezga |

### Quarta giornata
| Arbitro: | Hüseyin Göçek |

|             |           |  |
| Kuz'min 22’ | Marcatori |  |

| Arbitro: | Libor Kovařík |

|  |           |                   |
|  | Marcatori | 29’ (rig.) Hazard |

### Quinta giornata
| Arbitro: | Ivan Kružliak |

|            |           |           |
| Natkho 43’ | Marcatori | 86’ Mezga |

| Arbitro: | Ruddy Buquet |

|            |           |                        |
| Barnett 7’ | Marcatori | 37’ Hazard 88’ Malanda |

### Sesta giornata
| Arbitro: | Paolo Silvio Mazzoleni |

|  |           |                              |
|  | Marcatori | 79’ (rig.) Natkho 85’ Rondón |

| Arbitro: | Szymon Marciniak |

|                         |           |                  |
| Mezga 43’ Filipović 59’ | Marcatori | 41’ (rig.) Gómez |

## Gruppo E
| Squadra        | P.ti | G | V | P | S | GF | GS | DG |
| -------------- | ---- | - | - | - | - | -- | -- | -- |
| Fiorentina     | 16   | 6 | 5 | 1 | 0 | 12 | 3  | +9 |
| Dnipro         | 12   | 6 | 4 | 0 | 2 | 9  | 5  | +4 |
| Paços Ferreira | 3    | 6 | 0 | 3 | 3 | 1  | 8  | -7 |
| Pandurii       | 2    | 6 | 0 | 2 | 4 | 3  | 11 | -8 |

### Prima giornata
| Arbitro: | Kevin Blom |

|                                   |           |  |
| Rodríguez 30’ Matos 67’ Rossi 76’ | Marcatori |  |

| Arbitro: | Sascha Kever |

|  |           |           |
|  | Marcatori | 38’ Rotan |

### Seconda giornata
| Arbitro: | Szymon Marciniak |

|                      |           |                                    |
| Seleznyov 57’ (rig.) | Marcatori | 53’ (rig.) Rodríguez 73’ Ambrosini |

| Arbitro: | Aleksei Nikolaev |

|                |           |               |
| Rui Miguel 50’ | Marcatori | 5’ Momčilović |

### Terza giornata
| Arbitro: | Tony Chapron |

|  |           |                           |
|  | Marcatori | 83’ Rotan 86’ Konoplyanka |

| Arbitro: | Miroslav Zelinka |

|                                    |           |  |
| Joaquín 26’ Matos 34’ Cuadrado 69’ | Marcatori |  |

### Quarta giornata
| Arbitro: | Antti Munukka |

|                             |           |  |
| Matheus 44’ Konoplyanka 66’ | Marcatori |  |

| Arbitro: | Anastasios Sidīropoulos |

|             |           |                        |
| Pereira 32’ | Marcatori | 86’ Matos 90+2’ Valero |

### Quinta giornata
| Guimarães 28 novembre 2013, ore 20:05 UTC | Paços Ferreira      | 0 – 0 referto | Fiorentina | Estádio D. Afonso Henriques\| Arbitro: \| Eitan Shemeulevitch \| |
| Arbitro:                                  | Eitan Shemeulevitch |               |            |                                                                  |

| Arbitro: | Leontios Trattou |

|                                                    |           |                    |
| Kalinić 12’ Zozulya 56’ Shakhov 86’ Kravchenko 89’ | Marcatori | 70’ (rig.) Pereira |

### Sesta giornata
| Arbitro: | Artur Soares Dias |

|                          |           |                 |
| Joaquín 42’ Cuadrado 77’ | Marcatori | 13’ Konoplyanka |

| Cluj-Napoca 12 dicembre 2013, ore 20:00 UTC+2 | Pandurii        | 0 – 0 referto | Paços Ferreira | Stadionul Tudor Vladimirescu\| Arbitro: \| Simon Lee Evans \| |
| Arbitro:                                      | Simon Lee Evans |               |                |                                                               |

## Gruppo F
| Squadra               | P.ti | G | V | P | S | GF | GS | DG |
| --------------------- | ---- | - | - | - | - | -- | -- | -- |
| Eintracht Francoforte | 15   | 6 | 5 | 0 | 1 | 13 | 4  | +9 |
| Maccabi Tel Aviv      | 11   | 6 | 3 | 2 | 1 | 7  | 5  | +2 |
| APOEL                 | 5    | 6 | 1 | 2 | 3 | 3  | 8  | -5 |
| Bordeaux              | 3    | 6 | 1 | 0 | 5 | 4  | 10 | -6 |

### Prima giornata
| Arbitro: | Andre Marriner |

|                               |           |  |
| Kadlec 4’ Russ 16’ Djakpa 52’ | Marcatori |  |

| Tel Aviv 19 settembre 2013, ore 20:00 UTC+3 | Maccabi Tel Aviv  | 0 – 0 referto | APOEL | Bloomfield Stadium\| Arbitro: \| Carlos Clos Gómez \| |
| Arbitro:                                    | Carlos Clos Gómez |               |       |                                                       |

### Seconda giornata
| Arbitro: | Alexandru Tudor |

|  |           |                                          |
|  | Marcatori | 27’ (aut.) Alexandrou 59’ Lakić 66’ Jung |

| Arbitro: | Michael Koukoulakis |

|            |           |                       |
| Jussiê 48’ | Marcatori | 71’ Itzhaki 80’ Mikha |

### Terza giornata
| Arbitro: | Martin Strömbergsson |

|                              |           |               |
| Sané 24’ Carlos Henrique 90’ | Marcatori | 45’ Gonçalves |

| Arbitro: | Antonio Damato |

|                      |           |  |
| Kadlec 13’ Meier 53’ | Marcatori |  |

### Quarta giornata
| Arbitro: | Sébastien Delferière |

|                                |           |            |
| Alexandrou 14’ Nuno Morais 55’ | Marcatori | 45+2’ Sané |

| Arbitro: | Serge Gumienny |

|                                          |           |                            |
| Zahavi 14’ 90+4’ (rig.) Itzhaki 30’, 35’ | Marcatori | 63’ Lakić 67’ (rig.) Meier |

### Quinta giornata
| Arbitro: | Alberto Undiano Mallenco |

|  |           |           |
|  | Marcatori | 83’ Lanig |

| Nicosia 28 novembre 2013, ore 22:05 UTC+2 | APOEL      | 0 – 0 referto | Maccabi Tel Aviv | Stadio Neo GSP\| Arbitro: \| István Vad \| |
| Arbitro:                                  | István Vad |               |                  |                                            |

### Sesta giornata
| Arbitro: | Stephan Studer |

|                        |           |  |
| Schröck 68’ Djakpa 77’ | Marcatori |  |

| Arbitro: | Serhiy Boyko |

|                   |           |  |
| Zahavi 74’ (rig.) | Marcatori |  |

## Gruppo G
| Squadra      | P.ti | G | V | P | S | GF | GS | DG |
| ------------ | ---- | - | - | - | - | -- | -- | -- |
| Genk         | 14   | 6 | 4 | 2 | 0 | 10 | 5  | +5 |
| Dinamo Kiev  | 10   | 6 | 3 | 1 | 2 | 11 | 7  | +4 |
| Rapid Vienna | 6    | 6 | 1 | 3 | 2 | 8  | 10 | -2 |
| Thun         | 3    | 6 | 1 | 0 | 5 | 3  | 10 | -7 |

### Prima giornata
| Arbitro: | Anastasios Sidīropoulos |

|  |           |            |
|  | Marcatori | 62’ Gorius |

| Arbitro: | Anastassios Kakos |

|               |           |  |
| Schneuwly 35’ | Marcatori |  |

### Seconda giornata
| Arbitro: | Mike Dean |

|                               |           |                                 |
| Burgstaller 53’ Trimmel 90+4’ | Marcatori | 30’ Yarmolenko 34’ (aut.) Dibon |

| Arbitro: | Bobby Madden |

|                       |           |                |
| Gorius 55’ Vossen 63’ | Marcatori | 90+3’ Martínez |

### Terza giornata
| Arbitro: | Antony Gautier |

|            |           |              |
| Gorius 21’ | Marcatori | 82’ Sabitzer |

| Arbitro: | Halis Özkahya |

|                                      |           |  |
| Yarmolenko 35’ Mbokani 60’ Gusev 78’ | Marcatori |  |

### Quarta giornata
| Arbitro: | Fırat Aydınus |

|                 |           |                             |
| Boyd 40’, 45+2’ | Marcatori | 28’ (rig.) Mbodj 60’ Buffel |

| Arbitro: | Clément Turpin |

|  |           |                                    |
|  | Marcatori | 29’ (aut.) Schenkel 69’ Yarmolenko |

### Quinta giornata
| Arbitro: | Duarte Gomes |

|                                               |           |               |
| Vossen 17’ (rig.) Kumordzi 37’ De Ceulaer 40’ | Marcatori | 9’ Yarmolenko |

| Arbitro: | Paweł Gil |

|                       |           |           |
| Boyd 17’ Bošković 64’ | Marcatori | 62’ Sadik |

### Sesta giornata
| Arbitro: | Björn Kuipers |

|                               |           |         |
| Lens 22’ Gusev 28’ Veloso 70’ | Marcatori | 6’ Boyd |

| Arbitro: | Alexandru Tudor |

|  |           |            |
|  | Marcatori | 31’ Vossen |

## Gruppo H
| Squadra        | P.ti | G | V | P | S | GF | GS | DG |
| -------------- | ---- | - | - | - | - | -- | -- | -- |
| Siviglia       | 12   | 6 | 3 | 3 | 0 | 9  | 4  | +5 |
| Slovan Liberec | 9    | 6 | 3 | 3 | 0 | 9  | 8  | +1 |
| Friburgo       | 6    | 6 | 1 | 3 | 2 | 5  | 8  | -3 |
| Estoril Praia  | 3    | 6 | 0 | 3 | 3 | 5  | 8  | -3 |

### Prima giornata
| Arbitro: | Cristian Balaj |

|                                 |           |                             |
| Schuster 23’ (rig.) Mehmedi 35’ | Marcatori | 67’ Kalytvyncev 74’ Rabušic |

| Arbitro: | Alon Yefet |

|           |           |                        |
| Bruno 61’ | Marcatori | 59’ Machín 77’ Gameiro |

### Seconda giornata
| Arbitro: | Vladislav Bezborodov |

|                                |           |  |
| Perotti 63’ (rig.) Bacca 90+1’ | Marcatori |  |

| Arbitro: | Kenn Hansen |

|                     |           |          |
| Šural 15’ Kováč 62’ | Marcatori | 45’ Leal |

### Terza giornata
| Arbitro: | Mike Dean |

|             |           |            |
| Rabušic 20’ | Marcatori | 88’ Machín |

| Arbitro: | Stanislav Todorov |

|            |           |          |
| Darida 11’ | Marcatori | 53’ Sebá |

### Quarta giornata
| Arbitro: | Szymon Marciniak |

|             |           |             |
| Perotti 29’ | Marcatori | 71’ Pavelka |

| Estoril 7 novembre 2013, ore 20:05 UTC | Estoril Praia | 0 – 0 referto | Friburgo | Estádio António Coimbra da Mota\| Arbitro: \| Marcin Borski \| |
| Arbitro:                               | Marcin Borski |               |          |                                                                |

### Quinta giornata
| Arbitro: | Martin Hansson |

|             |           |                         |
| Rybalka 81’ | Marcatori | 23’ Ginter 73’ Coquelin |

| Arbitro: | Anastasios Sidīropoulos |

|            |           |               |
| Gameiro 7’ | Marcatori | 90’ Fernandes |

### Sesta giornata
| Arbitro: | Tony Chapron |

|  |           |                          |
|  | Marcatori | 40’ Iborra 90+4’ Rusescu |

| Arbitro: | Halis Özkahya |

|          |           |                       |
| Sebá 82’ | Marcatori | 18’ Šural 70’ Rabušic |

## Gruppo I
| Squadra           | P.ti | G | V | P | S | GF | GS | DG |
| ----------------- | ---- | - | - | - | - | -- | -- | -- |
| Olympique Lione   | 12   | 6 | 3 | 3 | 0 | 6  | 3  | +3 |
| Real Betis        | 9    | 6 | 2 | 3 | 1 | 3  | 2  | +1 |
| Vitória Guimarães | 5    | 6 | 1 | 2 | 3 | 6  | 5  | +1 |
| Rijeka            | 4    | 6 | 0 | 4 | 2 | 2  | 7  | -5 |

### Prima giornata
| Siviglia 19 settembre 2013, ore 21:05 UTC+2 | Real Betis         | 0 – 0 referto | Olympique Lione | Estadio Benito Villamarín\| Arbitro: \| Stefan Johannesson \| |
| Arbitro:                                    | Stefan Johannesson |               |                 |                                                               |

| Arbitro: | Aleksej Kul'bakov |

|                                               |           |  |
| Ba 36’ Plange 48’ Maâzou 63’ (rig.) André 81’ | Marcatori |  |

### Seconda giornata
| Arbitro: | Serhiy Boyko |

|           |           |            |
| Benko 10’ | Marcatori | 14’ Cedric |

| Arbitro: | Florian Meyer |

|              |           |            |
| Gonalons 53’ | Marcatori | 24’ Maâzou |

### Terza giornata
| Arbitro: | Artur Soares Dias |

|             |           |  |
| Grenier 65’ | Marcatori |  |

| Arbitro: | Michael Koukoulakis |

|             |           |  |
| Vadillo 50’ | Marcatori |  |

### Quarta giornata
| Arbitro: | Alon Yefet |

|              |           |              |
| Kramarić 21’ | Marcatori | 14’ Alassane |

| Arbitro: | Paolo Silvio Mazzoleni |

|  |           |             |
|  | Marcatori | 90+4’ Chuli |

### Quinta giornata
| Arbitro: | Andre Marriner |

|           |           |  |
| Gomis 66’ | Marcatori |  |

| Fiume 28 novembre 2013, ore 19:00 UTC+1 | Rijeka             | 0 – 0 referto | Vitória Guimarães | Stadion Kantrida\| Arbitro: \| Kristinn Jakobsson \| |
| Arbitro:                                | Kristinn Jakobsson |               |                   |                                                      |

### Sesta giornata
| Siviglia 12 dicembre 2013, ore 21:05 UTC+1 | Real Betis     | 0 – 0 referto | Rijeka | Estadio Benito Villamarín\| Arbitro: \| Danny Makkelie \| |
| Arbitro:                                   | Danny Makkelie |               |        |                                                           |

| Arbitro: | Matej Jug |

|            |           |                            |
| Tómané 11’ | Marcatori | 62’ (rig.) Gomis 65’ Ferri |

## Gruppo J
| Squadra          | P.ti | G | V | P | S | GF | GS | DG |
| ---------------- | ---- | - | - | - | - | -- | -- | -- |
| Trabzonspor      | 14   | 6 | 4 | 2 | 0 | 13 | 6  | +7 |
| Lazio            | 12   | 6 | 3 | 3 | 0 | 8  | 4  | +4 |
| Apollōn Limassol | 4    | 6 | 1 | 1 | 4 | 5  | 10 | -5 |
| Legia Varsavia   | 3    | 6 | 1 | 0 | 5 | 2  | 8  | -6 |

### Prima giornata
| Arbitro: | Antonio Mateu Lahoz |

|                   |           |                         |
| Sangoy 18’ (rig.) | Marcatori | 19’ Malouda 86’ Erdoğan |

| Arbitro: | Kristinn Jakobsson |

|              |           |  |
| Hernanes 53’ | Marcatori |  |

### Seconda giornata
| Arbitro: | Martin Atkinson |

|  |           |            |
|  | Marcatori | 56’ Sangoy |

| Arbitro: | Martin Hansson |

|                                                 |           |                             |
| Erdoğan 12’ Mierzejewski 22’ Paulo Henrique 35’ | Marcatori | 29’ Onazi 84’, 86’ Floccari |

### Terza giornata
| Arbitro: | Vladislav Bezborodov |

|                   |           |  |
| Janko 7’ Adın 83’ | Marcatori |  |

| Limassol 24 ottobre 2013, ore 20:00 UTC+3 | Apollōn Limassol | 0 – 0 referto | Lazio | Stadio Tsirion\| Arbitro: \| Jorge Sousa \| |
| Arbitro:                                  | Jorge Sousa      |               |       |                                             |

### Quarta giornata
| Arbitro: | Ruddy Buquet |

|  |           |                          |
|  | Marcatori | 71’ (aut.) Dosa 79’ Adın |

| Arbitro: | Bobby Madden |

|                   |           |              |
| Floccari 14’, 37’ | Marcatori | 39’ Papoulis |

### Quinta giornata
| Arbitro: | Manuel Gräfe |

|                                |           |                               |
| Adın 23’, 61’, 83’ Aydoğdu 25’ | Marcatori | 68’ Abraham 80’ (rig.) Sangoy |

| Arbitro: | Kevin Blom |

|  |           |                        |
|  | Marcatori | 24’ Perea 57’ Anderson |

### Sesta giornata
| Arbitro: | Robert Schörgenhofer |

|  |           |                          |
|  | Marcatori | 8’ Jodłowiec 63’ Brzyski |

| Roma 12 dicembre 2013, ore 21:05 UTC+1 | Lazio          | 0 – 0 referto | Trabzonspor | Stadio Olimpico\| Arbitro: \| Clément Turpin \| |
| Arbitro:                               | Clément Turpin |               |             |                                                 |

## Gruppo K
| Squadra          | P.ti | G | V | P | S | GF | GS | DG  |
| ---------------- | ---- | - | - | - | - | -- | -- | --- |
| Tottenham        | 18   | 6 | 6 | 0 | 0 | 15 | 2  | +13 |
| Anži             | 8    | 6 | 2 | 2 | 2 | 4  | 7  | -3  |
| Sheriff Tiraspol | 6    | 6 | 1 | 3 | 2 | 5  | 6  | -1  |
| Tromsø           | 1    | 6 | 0 | 1 | 5 | 1  | 10 | -8  |

### Prima giornata
| Tiraspol 19 settembre 2013, ore 22:05 UTC+3 | Sheriff Tiraspol | 0 – 0 referto | Anži | Sheriff Stadium\| Arbitro: \| Alan Kelly \| |
| Arbitro:                                    | Alan Kelly       |               |      |                                             |

| Arbitro: | Libor Kovařík |

|                            |           |  |
| Defoe 21’, 29’ Eriksen 86’ | Marcatori |  |

### Seconda giornata
| Arbitro: | Bülent Yıldırım |

|  |           |                      |
|  | Marcatori | 33’ Defoe 36’ Chadli |

| Arbitro: | Simon Lee Evans |

|              |           |                |
| Ondrášek 64’ | Marcatori | 87’ Ricardinho |

### Terza giornata
| Arbitro: | Gediminas Mažeika |

|                |           |  |
| Burmistrov 19’ | Marcatori |  |

| Arbitro: | Liran Liany |

|  |           |                          |
|  | Marcatori | 12’ Vertonghen 75’ Defoe |

### Quarta giornata
| Arbitro: | Danny Makkelie |

|  |           |                 |
|  | Marcatori | 90+4’ Mkrtchyan |

| Arbitro: | Kenn Hansen |

|                             |           |         |
| Lamela 60’ Defoe 67’ (rig.) | Marcatori | 72’ Isa |

### Quinta giornata
| Arbitro: | Libor Kovařík |

|              |           |         |
| Epureanu 59’ | Marcatori | 52’ Isa |

| Arbitro: | Yevhen Aranovskyi |

|  |           |                                 |
|  | Marcatori | 63’ (aut.) Čaušević 76’ Dembélé |

### Sesta giornata
| Arbitro: | Sébastien Delferière |

|                 |           |  |
| Cadú 4’ Isa 36’ | Marcatori |  |

| Arbitro: | Stefan Johannesson |

|                                       |           |             |
| Soldado 7’, 16’ 70’ (rig.) Holtby 54’ | Marcatori | 44’ Ewerton |

## Gruppo L
| Squadra           | P.ti | G | V | P | S | GF | GS | DG |
| ----------------- | ---- | - | - | - | - | -- | -- | -- |
| AZ Alkmaar        | 12   | 6 | 3 | 3 | 0 | 8  | 4  | +4 |
| PAOK              | 12   | 6 | 3 | 3 | 0 | 10 | 6  | +4 |
| Maccabi Haifa     | 5    | 6 | 1 | 2 | 3 | 6  | 9  | -3 |
| Shahter Qaraǵandy | 2    | 6 | 0 | 2 | 4 | 5  | 10 | -5 |

### Prima giornata
| Arbitro: | Fredy Fautrel |

|                              |           |                  |
| Athanasiadis 75’ Vukić 90+2’ | Marcatori | 50’ (rig.) Cañas |

| Arbitro: | Robert Schörgenhofer |

|  |           |                 |
|  | Marcatori | 70’ Guðmundsson |

### Seconda giornata
| Arbitro: | István Vad |

|                             |           |                       |
| Finonchenko 40’ Tarasov 45’ | Marcatori | 54’ Ezra 79’ Turgeman |

| Arbitro: | Luca Banti |

|                |           |                   |
| Gouweleeuw 82’ | Marcatori | 90+3’ Salpingidis |

### Terza giornata
| Arbitro: | Yevhen Aranovskiy |

|                 |           |                 |
| Finonchenko 11’ | Marcatori | 26’ Guðmundsson |

| Arbitro: | Fernando Teixeira Vitienes |

|                                     |           |                       |
| Vítor 35’ Ninis 39’ Salpingidis 67’ | Marcatori | 13’ Ndlovu 21’ Golasa |

### Quarta giornata
| Arbitro: | Martin Hansson |

|           |           |  |
| Ortiz 55’ | Marcatori |  |

| Haifa 7 novembre 2013, ore 22:05 UTC+2 | Maccabi Haifa | 0 – 0 referto | PAOK | Stadio Qiryat Eliezer\| Arbitro: \| Felix Zwayer \| |
| Arbitro:                               | Felix Zwayer  |               |      |                                                     |

### Quinta giornata
| Arbitro: | Serge Gumienny |

|  |           |                                 |
|  | Marcatori | 54’ (aut.) Dzidić 90+1’ Kitsiou |

| Arbitro: | Aleksei Kulbakov |

|                              |           |  |
| Gudelj 36’ Guðmundsson 90+5’ | Marcatori |  |

### Sesta giornata
| Arbitro: | Michael Oliver |

|                                 |           |                           |
| Lucas 37’ (rig.) Pozoglou 90+4’ | Marcatori | 31’ Lam 71’ (rig.) Gorter |

| Arbitro: | Gediminas Mažeika |

|                           |           |                  |
| Gozlan 72’ Abuhatzira 80’ | Marcatori | 44’ (rig.) Cañas |